# 원주지방국토관리청
원주지방국토관리청(原州地方國土管理廳)은 국토교통부의 소속기관이다. 1979년 6월 15일 발족하였으며, 강원특별자치도 원주시 북원로 2236에 위치하고 있다. 청장은 고위공무원단 나등급에 속하는 일반직공무원으로 보한다.

## 직무
- 건설 관련 기술자자격의 취소 또는 정지처분
- 각종 건설공사·용역의 계약관리
- 국가산업단지의 관리에 따른 행정처분
- 건설공사에 따른 용지매수 및 지장물 보상
- 도로건설사업에 관한 측량·조사·설계 및 시행
- 국도 및 하천의 유지·관리 및 이에 따른 행정처분
- 하천공사의 측량·조사·설계 및 시행
- 건설공사의 품질 및 안전 관리의 확인·지도감독
- 시설물의 안전 및 유지관리의 확인·지도감독
- 지하안전영향평가의 협의·관리·감독
- 소관 국유재산 및 청사의 관리
- 지역개발사업의 관리

## 연혁
- 1949년 6월 4일: 내무부 소속으로 묵호항공영소를 설치.
- 1961년 10월 2일: 국토건설청 소속으로 태백산지역국토건설국 설치. 묵호항공영소를 묵호축항사무소로 개편하여 소속기관으로 편입.
- 1962년 6월 18일: 건설부 소속으로 변경.
- 1966년 11월 8일: 소속기관으로 원주분국과 속초축항사무소를 설치.
- 1972년 6월 16일: 원주분국을 폐지.
- 1973년 5월 25일: 묵호축항사무소를 폐지.
- 1973년 12월 12일: 속초축항사무소를 폐지.
- 1975년 6월 18일: 강원도지방국토관리청으로 개편.
- 1979년 6월 15일: 원주지방국토관리청으로 개편.
- 1994년 12월 23일: 건설교통부 소속으로 변경.
- 2008년 2월 29일: 국토해양부 소속으로 변경.
- 2013년 3월 23일: 국토교통부 소속으로 변경.
- 2023년 6월 11일: 강원특별자치도 소속으로 변경예정.

## 관할구역
- 강원특별자치도
- 하천 관련 업무에 대해서는 강원특별자치도 내 한강수계의 일부[1]·낙동강수계는 제외하고, 경기도 내 한강수계의 일부[2]·충청북도 내 한강수계의 일부[3]·경상북도 내 한강수계는 포함한다.

## 조직

### 청장
관리국
- 운영지원과[5]
- 건설지원과[6]
- 보상과[5]

도로시설국
- 도로계획과[6]
- 도로공사과[6]

하천국
- 하천계획과[5]
- 하천공사과[6]

건설안전국
- 건설관리과[7]
- 건설안전과[7]

### 소속기관
국토관리사무소
| 명칭               | 위치                                       | 관할구역 |
| ------------------ | ------------------------------------------ | --- |
| 홍천국토관리사무소 | 강원특별자치도 홍천군 홍천읍 태학여내길 32 | - 국도: 강원특별자치도 춘천시, 원주시, 화천군, 횡성군, 양구군, 철원군, 홍천군, 인제군 - 국가하천: 국가하천 한강 중 섬강 합류점 상류구간                         |
| 강릉국토관리사무소 | 강원특별자치도 강릉시 성산면 경강로 1247   | - 국도: 강원특별자치도 동해시, 속초시, 삼척시 근덕면·원덕읍, 강릉시, 고성군, 양양군, 평창군, 홍천군 내면 자운리·창촌리·광원리·명개리, 인제군 북면 한계리·용대리 |
| 정선국토관리사무소 | 강원특별자치도 정선군 정선읍 와평1길 6     | - 국도: 강원특별자치도 태백시, 삼척시, 강릉시 옥계면 남양리, 영월군, 정선군, 평창군 평창읍·미탄면·대화면·방림면                                                 |

출장소
| 소속               | 명칭       | 위치                                       |
| ------------------ | ---------- | ------------------------------------------ |
| 강릉국토관리사무소 | 양양출장소 | 강원특별자치도 양양군 양양읍 동해대로 2708 |